# Jean-Yves Chamard
Jean-Yves Chamard, né le 14 décembre 1942 à Tours (Indre-et-Loire), est un homme politique français.

## Biographie
Professeur de mathématiques de profession, il est maître de conférences à l'université de Poitiers.

### Député
Il est élu pour la première fois lors des élections législatives françaises de 1988 dans la deuxième circonscription de la Vienne puis réélu en 1993. Il est alors membre du groupe RPR.
Ayant apporté son soutien à Édouard Balladur lors de l'élection présidentielle de 1995 face à une majorité départementale chiracquienne, il connait dès lors une traversée du désert qui met un terme à toute ambition ministérielle ou nationale.
Il est malgré tout élu de nouveau député le 16 juin 2002, pour la XIIe législature (2002-2007), dans la même circonscription de la Vienne. Il fait partie du groupe UMP.
Il est battu aux élections législatives de 2007 par la candidate Catherine Coutelle (PS) au soir du second tour. 
Il est également président d'honneur de la fédération UMP de la Vienne, aux côtés de Jean-Pierre Raffarin, ancien Premier ministre, sénateur de la Vienne et vice-président du Sénat.

### Mandats
- 1983 - 2001 : Conseiller municipal de Poitiers
- 1973 - 2008 : Conseiller général de la Vienne (canton de Poitiers-6)
- 1982 - 2008 : Vice-président du conseil général de la Vienne
- 2002 - 2007 : Député de la 2e circonscription de la Vienne
- 1988 - 1997 : Député de la 2e circonscription de la Vienne